# Leonid Gofshtein
Leonid Gofshtein (també conegut pel seu nom en hebreu: Zvulon Gofshtein; Kíiv, 21 d'abril de 1953 - Israel, desembre de 2015) fou un jugador d'escacs jueu israelià d'origen soviètic, que té el títol de Gran Mestre des de 1993.
A la llista d'Elo de la FIDE de desembre de 2014, hi tenia un Elo de 2483 punts, cosa que en feia el jugador número 28 (en actiu) d'Israel. El seu màxim Elo va ser de 2580 punts, a la llista de gener de 2000 (posició 139 al rànquing mundial).

## Resultats destacats en competició
El 1999 empatà als llocs 1r-5è amb Mikhaïl Gurévitx, Aleksandar Berelovich, Serguei Tiviàkov i Rustam Kassimdjanov al torneig obert de Hoogeveen.
El 2000 fou segon al torneig internacional de Tel-Aviv i empatà als llocs 2n-6è amb Roman Slobodjan, Ventzislav Inkiov, Giorgi Bagaturov i Stefan Djuric al Festival d'Escacs d'Arco (el campió fou Vladímir Tukmàkov).
El 2004 va empatar als llocs 1r-3r amb Michael Roiz i Ievgueni Naier al festival d'escacs d'Ashdod. El 2006, empatà als llocs 2n-5è amb Slavko Cicak, José González García i Josep Manuel López Martínez al VIII Obert de Sants.

### Participació en competicions per equips
Va participar, representant Israel, a la 30a olimpíada a Manila 1992.